# Neopilumnoplax lipkeholthuisi
Neopilumnoplax lipkeholthuisi is een krabbensoort uit de familie van de Mathildellidae. De wetenschappelijke naam van de soort is voor het eerst geldig gepubliceerd in 2010 door Tavares & Melo.